# Kostel svatého Bartoloměje (Kosova Hora)
Kostel svatého Bartoloměje v Kosově Hoře je římskokatolický filiální kostel spravovaný ze sedlčanské farnosti, příbramského vikariátu. Původně románsko-gotická stavba byla barokně přestavěna. Společně s budovou někdejší fary stojí v severní části středu obce Kosova Hora nedaleko Sedlčan, v okrese Příbram ve Středočeském kraji.

## Historie

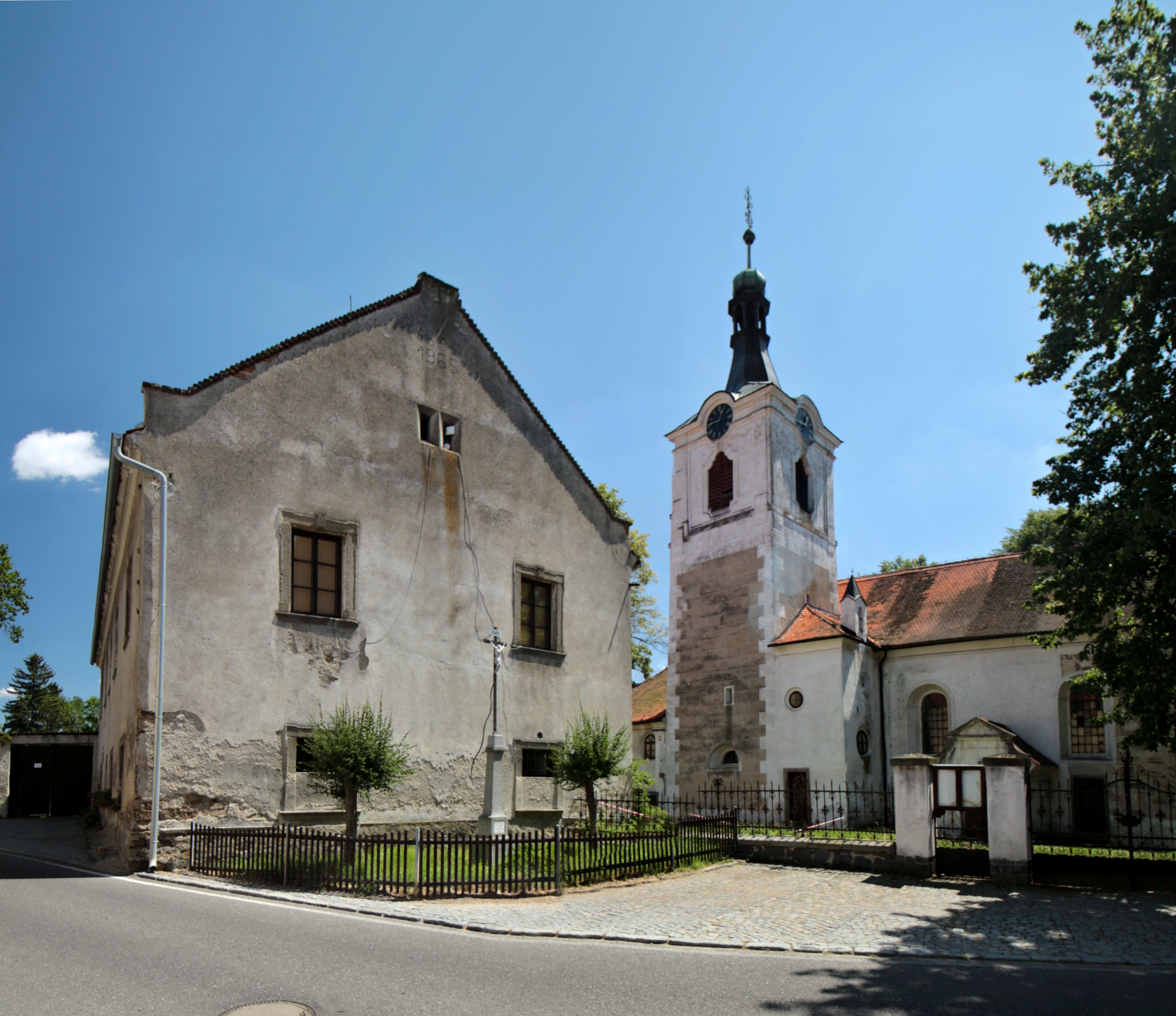
Kostel a bývalá fara

Kostel svatého Bartoloměje je nejstarší historickou památkou obce. Stojí na místě někdejšího poměrně velkého románsko-gotického svatostánku, který nechali postavit tehdejší majitelé Kosovy Hory, páni z Landštejna. Kostel je doložený v roce 1350 a jeho první plebán, jistý Znata, o dva roky později, avšak podle výzkumu musel vzniknout před rokem 1230. O jeho významu svědčí i to, že byl větší, než dosavadní kostel svatého Martina v Sedlčanech. 
Z původní stavby jsou dosud patrné obvodové zdi kněžiště a zbytky románských oken. Později byl kostel upraven ještě v době renesanční. V době předbělohorské sloužil protestantské bohoslužbě. Z roku 1590 se dochovala cínová křtitelnice.
V letech 1761–1762 byla postavena zděná zvonice a poté roku 1787 barokně přestavěn. V jeho průčelí jsou patrné tři stavební slohy v podobě tří oken nad sebou. Dle některých odborníků však barokní přestavbou v letech 1761–1762 poklesla historická hodnota objektu.